# Autoroute A29 (Italie)

Tracé de l'autoroute italienne A29.

Pour les articles homonymes, voir A29.
L'autoroute A29 ou A29 dite aussi Palermo-Mazara del Vallo est une autoroute italienne située en Sicile qui fut construite en 1978 et est actuellement longue de 114,8 km. 
Traversant la vallée du Belice, elle est appelée autostrada del deserto (« autoroute du désert »).
Elle relie les villes de Palerme et Mazara del Vallo avec également une branche vers Trapani et une sous-branche vers l'aéroport de Trapani.

## Parcours
| A29 PALERME - MAZARA DEL VALLO |                                         |       |       |          |                  |
| Type                           | Indications                             | ↓km↓  | ↑km↑  | Province | Route européenne |
|                                | Raccord A29-Palerme Tommaso Natale      | 0,0   | 114,8 | PA       |                  |
|                                | Capaci                                  | 4,4   | 109,4 | PA       |                  |
|                                | Carini                                  | 7,6   | 106,2 | PA       |                  |
|                                | Bretelle Aéroport Falcone e Borsellino  | 13,5  | 100,3 | PA       |                  |
|                                | Villagrazia di Carini                   | 15,1  | 98,7  | PA       |                  |
|                                | Cinisi                                  | 17,6  | 96,2  | PA       |                  |
|                                | Terrasini                               | 23,5  | 90,3  | PA       |                  |
|                                | Montelepre                              | 29,0  | 84,8  | PA       |                  |
|                                | Partinico                               | 30,9  | 82,9  | PA       |                  |
|                                | Aire de parking Giambruno               | 34,7  | 79,1  | PA       |                  |
|                                | Balestrate                              | 39,8  | 74,0  | PA       |                  |
|                                | Alcamo est                              | 44,8  | 69,0  | TP       |                  |
|                                | Aire de parking Costa Gaia              | 47,0  | 66,8  | TP       |                  |
|                                | Castellammare del Golfo                 | 47,7  | 66,1  | TP       |                  |
|                                | Alcamo ouest                            | 51,0  | 62,8  | TP       |                  |
|                                | Branche Alcamo-Trapani                  | 53,0  | 60,8  | TP       |                  |
|                                | Gallitello                              | 65,4  | 48,4  | TP       |                  |
|                                | Salemi                                  | 76,4  | 37,4  | TP       |                  |
|                                | Santa Ninfa                             | 84,1  | 29,7  | TP       |                  |
|                                | Castelvetrano                           | 93,5  | 20,3  | TP       |                  |
|                                | Campobello di Mazara                    | 97,8  | 16,0  | TP       |                  |
|                                | Aire de parking Fontanelle              | 100,5 | 13,3  | TP       |                  |
|                                | Mazara del Vallo Sud Occidentale Sicula | 114,8 | 0,0   | TP       |                  |

## Branche Alcamo-Trapani

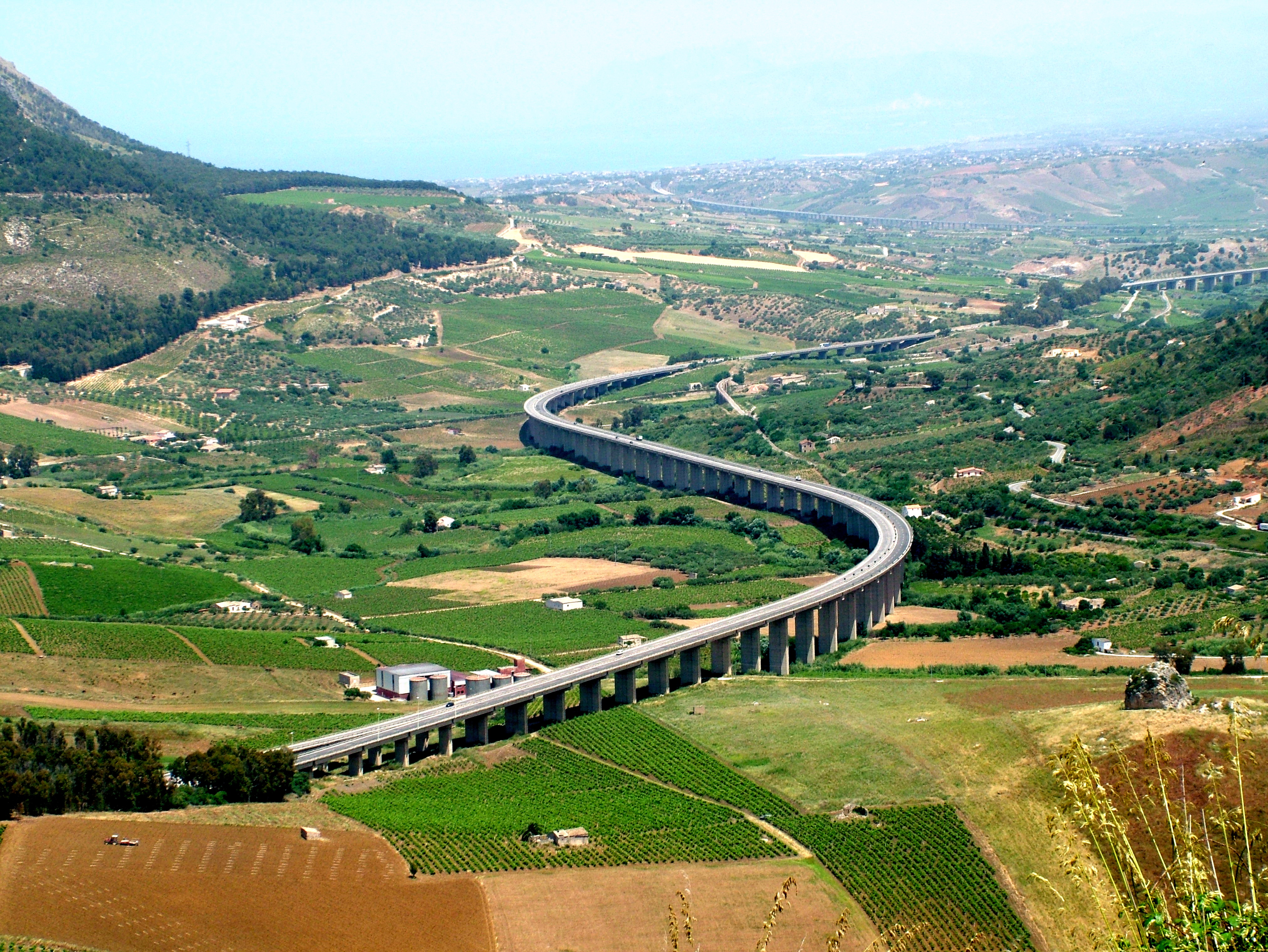
Le viaduc Caldo, à proximité de Ségeste.

La branche Alcamo-Trapani s'individualise de l'A29 près de la ville d'Alcamo. Elle est longue de 36,9 km et correspond à la route européenne 933.
| A29 dir ALCAMO-TRAPANI |                                  |      |      |          |                  |
| Type                   | Indications                      | ↓km↓ | ↑km↑ | Province | Route européenne |
|                        | Palermo-Mazara del Vallo         | 0,0  | 36,9 | TP       |                  |
|                        | Segesta                          | 8,9  | 27,9 | TP       |                  |
|                        | Fulgatore                        | 21,3 | 15,5 | TP       |                  |
|                        | Dattilo                          | 27,9 | 8,9  | TP       |                  |
|                        | Birgi                            | 28,7 | 8,1  | TP       |                  |
|                        | Aire de parking Dattilo          | 32,6 | -    | TP       |                  |
|                        | Trapani Scorrimento Villa Rosina | 36,9 | 0,0  | TP       |                  |

## Branche Birgi
La branche Birgi ou A29 DIR/A s'individualise de la branche Alcamo-Trapani au niveau de la ville de Dattilo. Elle est longue de 13 km.
| A29 dirA BIRGI |                           |      |      |          |
| Type           | Indications               | ↓km↓ | ↑km↑ | Province |
|                | Alcamo-Trapani            | 0,0  | 13,1 | TP       |
|                | Marsala                   | 7,0  | 6,0  | TP       |
|                | Marausa                   | 11,5 | 1,5  | TP       |
|                | Birgi Aéroport de Trapani | 13,1 | 0,0  | TP       |

## Bretelle Aéroport Falcone e Borsellino
La bretelle Aéroport Falcone e Borsellino ou A29 RACC ou branche Punta Raisi est longue de 4 km et relie l'A29 à l'aéroport de Palerme-Punta Raisi. 
| A29 Bretelle AÉROPORT DE PALERME FALCONE E BORSELLINO |                               |      |      |          |
| Type                                                  | Indications                   | ↓km↓ | ↑km↑ | Province |
|                                                       | Palermo-Mazara del Vallo      | 0,0  | 4,0  | PA       |
|                                                       | Marina di Cinisi              | 0,5  | 3,5  | PA       |
|                                                       | Aéroport Falcone e Borsellino | 4,0  | 0,0  | PA       |

## Raccord A29-Palerme
Le raccord A29-Palerme ou A29 RACC BIS est le prolongement de l'A29 depuis son kilomètre 0. Construit en 1980, il est long de 5,6 km.
| RACCORD A29-PALERME |                                                                            |      |      |          |                  |
| Type                | INdications                                                                | ↓km↓ | ↑km↑ | Province | Route européenne |
|                     | Tommaso Natale Mazara del Vallo                                            | 0,0  | 5,6  | PA       |                  |
|                     | Hôpital Vincenzo Cervello (sortie seulement en direction de Palerme)       | 1,4  | -    | PA       |                  |
|                     | Zone industrielle nord (entrée seulement en direction de Mazara del Vallo) | 3,1  | 2,2  | PA       |                  |
|                     | Périphérique de Palerme                                                    | 5,6  | 0,0  | PA       |                  |